# Paula Soria Gutiérrez
Paula Soria Gutiérrez (31 de enero de 1993, Orihuela, Alicante) es una jugadora de voley playa española. A lo largo de su trayectoria fue capaz de conseguir ganar hasta cinco veces el Campeonato de España en 2015, 2016, 2017, 2018 y 2021. Además, desde la reordenación del Circuito Mundial de Voleibol de Playa como VW Beach Pro Tour ha conseguido ganar tres pruebas Futures, siendo la que más veces lo ha conseguido en la historia en Madrid.

## Carrera
Paula Soria fue quinta en Oporto (Portugal) en 2010 en el Campeonato de Europa sub-18 con María del Carmen Martínez Ferrer, y en la Copa Mundial sub-19 con Ángela Lobato Herrero.
En 2011, el tándem Martínez / Soria terminó noveno en la Copa Mundial sub-19 en Umag (Croacia). En el Campeonato de Europa Sub-20 en Tel Aviv (Israel), Lobato y Soria lograron el decimotercer puesto.
Con Raquel Brun Forcadell, Soria terminó séptima en el Campeonato de Europa sub-20 en Hartberg (Austria) en 2012, y cuarta en Umag en la Copa Mundial sub-21 en 2013. En este mismo año, Lobato y Soria llegaron a la final en el Campeonato de Europa sub-22 en Varna (Bulgaria), que perdieron ante las suizas Betschart y Vergé-Dépré.
En 2014, Lobato y Soria jugaron su primer torneo del Circuito Mundial de Voley Playa en el Abierto de Praga (República Checa). Luego terminaron cuartas en el Abierto de Anapa (Rusia) y quintas en la Copa Mundial sub-23 en Mysłowice (República Checa). Ganaron el torneo CEV Satellite de Montpellier (Francia) y el torneo nacional de Madrid. A finales de año, jugaron el Xiamen Open (China). También jugó esta temporada con Ángela Herrero y compitió en el Campeonato Mundial Universitario de Voley Playa celebrado en Oporto, donde obtuvo la medalla de bronce.
En los primeros torneos del World Tour 2015, consiguieron el quinto puesto en Praga. Después de dos apariciones más flojas en el Grand Slam de Moscú y el Major de Poreč (República Checa), participaron en los Juegos Europeos de Bakú (Azerbaiyán) donde terminaron en quinto lugar. En el Campeonato de Europa 2015 de Klagenfurt (Eslovenia), quedaron terceras en la primera ronda eliminatoria para luego rendirse ante las suizas Heidrich y Zumkehr. Después de un quinto lugar en el CEV Masters de Biel/Bienne (Suiza) y una victoria en el torneo nacional de Fuengirola, el año terminó con dos malos resultados en los Open de Sochi (Rusia) y Xiamen.
En el World Tour 2016, Lobato y Soria no tuvieron buenos resultados. En el Campeonato de Europa en Biel/Bienne fueron eliminadas tras la ronda preliminar. Lograron la medalla de bronce en los Campeonatos Mundiales Universitarios celebrados en Pärnu (Estonia). En agosto ganaron los torneos nacionales de Tarragona y Fuengirola antes de separarse. 
En 2017, Soria jugó junto a la participante olímpica Elsa Baquerizo MacMillan. En el Masters CEV de Alanya (Turquía), las españolas terminaron quintas. Baquerizo y Soria terminaron novenas en el Campeonato de Europa de Jūrmala (Letonia).
María Belén Carro ha sido su nueva compañera desde 2018, con quien alcanzó el subcampeonato del Mundial Universitario de Voley Playa de Múnich (Alemania) y obtuvo sendas medallas de plata en los torneos World Tour 1 Estrella de Manila (Filipinas) y Bangkok (Tailandia). El equipo formado junto a Carro representó a España en los Juegos Mediterráneos de Tarragona, donde ganaron la medalla de oro. 
En el Campeonato de Europa de 2019 en Moscú, Carro y Soria fueron eliminadas después de la ronda preliminar. El mejor resultado en el Circuito Mundial FIVB 2019 fue un cuarto lugar en el torneo World Tour 3 Estrellas de Kuala Lumpur (Malasia).
Debutó en los Juegos Olímpicos de 2024 con una victoria junto a Liliana Fernández, frente a las italianas Marta Menegatti y Valentina Gottardi, por un global de 2-1.

## Vida personal
Al margen de su carrera deportiva, Soria cursa un Grado en Criminología.

## Beach Pro Tour
| Leyenda           |
| BPT Finals (0)    |
| BPT Elite 16 (0)  |
| BPT Challenge (0) |
| BPT Futures (3)   |

| N.º | Fecha                | Torneo    | Pareja            | Oponentes en la final              | Resultado          |
| --- | -------------------- | --------- | ----------------- | ---------------------------------- | ------------------ |
| 1.  | 22 de mayo de 2022   | Madrid    | Sofía González    | Marta Menegatti Valentina Gottardi | 2-0 (21-19, 21-14) |
| 2.  | 21 de mayo de 2023   | Madrid    | Liliana Fernández | Diana Lunina Tetiana Lazarenko     | 2-0 (21-15, 22-20) |
| 3.  | 20 de agosto de 2023 | Bujumbura | Liliana Fernández | Eva Freiberger Stephanie Wiesmeyr  | 2-0 (21-16, 21-11) |

Finalista (1)
| N.º | Fecha             | Torneo   | Pareja      | Oponentes en la final   | Resultado                 |
| --- | ----------------- | -------- | ----------- | ----------------------- | ------------------------- |
| 1.  | 3 de mayo de 2025 | Valencia | Belén Carro | Saofé Duval Anouk Dupin | 1-2 (17-21, 21-15, 18-20) |

## Reconocimientos
En 2014 y 2015 fue finalista del premio a la mejor deportista femenina, concedido por la Diputación Provincial de Alicante.